# Тогун-рю
Тогун-рю (яп. 東軍流) — древняя школа кэндзюцу, классическое боевое искусство Японии, основанное в XVI веке мастером по имени Кавасаки Токимори.

## История
Школа Тогун-рю была основана в XVI веке мастером по имени Кавасаки Токимори (яп. 川崎時盛). До создания собственного стиля фехтования, Кавасаки изучал Курама Хати-рю у своего отца и Тода-рю под руководством Тода Сэйгэна.
Вторым хранителем традиций Тогун-рю стал Кавасаки Дзиро. Он был наиболее талантливым учеником и последователем стиля.
Четвёртый сокэ школы, Кавасаки Мунэкацу, был наиболее талантливым учеником и последователем стиля Тогун-рю. Он разбил группу самураев в княжестве Оси, провинция Мусаси, после чего его назначили официальным инструктором фехтования княжества Оси.
В Период Мэйдзи социальные условия сложились таким образом, что классические воинские искусства оказались в немилости у широкой публики. Фехтование оставалось нужным лишь в японской полиции. В 1879 году официальные власти приняли на вооружение правоохранительных органов бои на мечах. Среди опытных фехтовальщиков, нанятых полицией в качестве инструкторов, был Мицухаси Канъитиро, представитель школы Тогун-рю.
17-м и текущим хранителем традиций школы Тогун-рю является Каку Кодзо (род. в 1958 году).

## Генеалогия
Линия передачи традиций школы Тогун-рю выглядит следующим образом:
1. Кавасаки Токимори Кагиносукэ;
2. Кавасаки Горо;
3. Кавасаки Таро;
4. Кавасаки Мунэкацу (Дзиро-даю);

## Знаменитые представители
- Оиси Кураносукэ (яп. 大石 良雄, 24 апреля 1659 года — 20 марта 1703 года) — камергер из области Ако (Харима), лидер 47 ронинов[10];
- Какума Фукао — основатель школы кэндзюцу Сэйа-рю (яп. 雖井蛙流)[1];
- Миякэ Гунбэй — опытный фехтовальщик, проигравший сражение Миямото Мусаси в 1621 году, и впоследствии сменивший школу на Хёхо Нитэн Ити-рю[11][12][13];
- Минору Хираи (яп. 平井 稔, 1903 год — 16 октября 1998 года) — мастер боевых искусств, основатель Кориндо айкидо[10].